# Aslauga bitjensis
Aslauga bitjensis is een vlinder uit de familie van de Lycaenidae. De wetenschappelijke naam van de soort is voor het eerst geldig gepubliceerd in 1924 door Bethune-Baker.